# Proserpinus rachel
Proserpinus rachel är en fjärilsart som beskrevs av Bruce. 1901. Proserpinus rachel ingår i släktet Proserpinus och familjen svärmare. Inga underarter finns listade i Catalogue of Life.